# Султаниягийн Магауия
Султаниягийн Магауия (монг. Султаниягийн Магауия), каз. Мағауия Сұлтанияұлы — монгольский прозаик, Народный писатель Монголии (2006), переводчик, журналист, народный писатель Монголии (2006), заслуженный деятель культуры Монголии (1996).

## Биография
Окончил вуз, получил высшее образование по журналистике. Автор, переводчик, журналист, много лет работал в местных СМИ. 
Романы «Чингисхан», романы «Судьба Матери», «Падение судьбы» и «Мами» были изданы на казахском и монгольском языках.
Перевёл на казахский язык многие произведения из эпопеи Ц. Дамдинсурэна «Девушка», «Тайная история монголов» и «Джангар».

## Награды
- Орден Полярной звезды (Монголия) (1971)
- Орден Трудового Красного Знамени (Монголия) (1981)
- Заслуженный деятель культуры Монголии (1996)
- Народный писатель Монголии (2006)